# Серимбетов, Бахтыжан
Бахтыжан Серимбетов (1929 год, село Кожабахы — 2010 год) — скреперист Тасбугетской передвижной механизированной колонны № 29 треста «Кзылордаводстрой», Сырдарьинский район Кзыл-Ординской области, Казахская ССР. Герой Социалистического Труда (1971).

## Биография
Родился в 1929 году в крестьянской семье в селе Кожабахы (сегодня — Казалинский район). Трудовую деятельность начал подростком в местном колхозе. С 1945 года трудился на строительстве плотины, кирпичного завода в посёлке Тасбугет (сегодня — Тасбогет в городских границах Кызылорды). В 1951 году поступил на курсы механизации, по окончании которых работал скреперистом-бульдозеристом передвижной механизированной колонны № 29 треста «Кзылордаводстрой».
Досрочно выполнил личные социалистические обязательства и производственные плановые задания Восьмой пятилетки (1966—1970). 8 апреля 1971 года Указом Президиума Верховного Совета СССР удостоен звания Героя Социалистического Труда «за выдающиеся успехи, достигнутые в развитии сельскохозяйственного производства и выполнении пятилетнего плана продажи государству продуктов земледелия и животноводства» с вручением ордена Ленина и золотой медали Серп и Молот.
Избирался членом Верховного суда Казахской ССР, делегатом XV съезда профсоюзов СССР и XI съезда профсоюзов Казахской ССР.
Скончался в 2010 году.
Награды и звания
- Герой Социалистического Труда
- Орден Ленина
- Почётная грамота Министерства водного хозяйства Казахской ССР